# FAカップ2014-2015
FAカップ2014-2015は、2014年8月16日から2015年5月30日の期間に開催された、通算134回目のFAカップである。アーセナルが2大会連続12回目の優勝を果たした。

## 本戦日程
| 試合              | 開催日              | 備考                                                    |
| ----------------- | ------------------- | ------------------------------------------------------- |
| 1回戦             | 2014年11月8日       | リーグ1（3部）、リーグ2（4部）、予選勝者（5部以下）参加 |
| 2回戦             | 2014年12月6日       |                                                         |
| 3回戦             | 2015年1月3日        | プレミアリーグ（1部）、チャンピオンシップ（2部）参加    |
| 4回戦             | 2015年1月24日       |                                                         |
| 5回戦             | 2015年2月14日       |                                                         |
| 6回戦（準々決勝） | 2015年3月7日        |                                                         |
| 準決勝            | 2015年4月18日・19日 |                                                         |
| 決勝              | 2015年5月30日       |                                                         |

## 予選
イングランドの5部～10部の各ディビジョンに所属するクラブが参加。予備予選1回戦、同2回戦、予選1回戦、予選2回戦、予選3回戦、予選4回戦の計6回戦制。予選4回戦に勝利した32クラブが本戦に参加する権利を得る。
| 5部 18クラブ | 5部 18クラブ | 6部 9クラブ | 7部以下 5クラブ |
| - オールダーショット・タウン - アルトリンチャム - バーネット - ブレントリー・タウン - ブリストル・ローヴァーズ - チェスター - ダートフォード - イーストリー - ドーバー・アスレティック | - フォレストグリーン・ローヴァーズ - ゲーツヘッド - グリムズビー・タウン - ハリファクス・タウン - リンカーン・シティ - サウスポート - テルフォード・ユナイテッド - レクサム - ウォキング | - ベイシンストーク・タウン - ブロムリー - コンコード・レンジャーズ - ゴスポート・ボロ - フィルド - ハヴァント・アンド・ウォータールーヴィル - ヘメル・ヘンプスタッド・タウン - ウェストン・スーパー・メア - ウスター・シティ | 7部 - ブライス・スパルタンズ - イースト・サロック・ユナイテッド - メイドストーン・ユナイテッド 8部 - ノートン・ユナイテッド - ワーリントン・タウン 9部・10部 - 予選勝ち上がりクラブなし |

## 1回戦
組み合わせ抽選会は、2014年10月27日に行われた。このラウンドからは、リーグ1（3部）の24クラブ、リーグ2（4部）の24クラブと、予選を勝ち上がった32クラブが参加する。なお、勝ち残っているクラブで最も低いディビジョンのクラブは、8部に所属するワーリントン・タウン（ノーザンプレミアリーグ・ディヴィジョン1・ノース）とノートン・ユナイテッド（ノーザンプレミアリーグ・ディヴィジョン1・サウス）である。
| プレミアリーグ （1部） | チャンピオンシップ （2部） | リーグ1 （3部） | リーグ2 （4部） | 予選 （5部以下） | 合計      |
| ---------------------- | -------------------------- | --------------- | --------------- | ---------------- | --------- |
| 20 / 20                | 24 / 24                    | 24 / 24         | 24 / 24         | 32 / 32          | 124 / 124 |

| チーム #1                                    | スコア           | チーム #2                            |
| -------------------------------------------- | ---------------- | ------------------------------------ |
| 2014年11月7日                                |                  |                                      |
| ワーリントン・タウン (8)                     | 1 - 0            | エクセター・シティFC (4)             |
| 2014年11月8日                                |                  |                                      |
| ヨーヴィル・タウン (3)                       | 1 - 0            | クローリー・タウン (3)               |
| ヨーク・シティ (4)                           | 1 - 1 （再試合） | AFCウィンブルドン (4)                |
| ウォルソール (3)                             | 2 - 2 （再試合） | シュルーズベリー・タウン (4)         |
| イーストリー (5)                             | 2 - 1            | リンカーン・シティ (5)               |
| ベイシンストーク・タウン (6)                 | 1 - 1 （再試合） | テルフォード・ユナイテッド (5)       |
| ダゲナム・アンド・レッドブリッジ (4)         | 0 - 0 （再試合） | サウスポート (5)                     |
| ピーターバラ・ユナイテッド (3)               | 2 - 1            | カーライル・ユナイテッド (4)         |
| チェルトナム・タウン (4)                     | 5 - 0            | スウィンドン・タウン (3)             |
| ブロムリー (6)                               | 3 - 4            | ダートフォード (5)                   |
| バーネット (5)                               | 1 - 3            | ウィコム・ワンダラーズ (4)           |
| ジリンガム (3)                               | 1 - 2            | ブリストル・シティ (3)               |
| クルー・アレクサンドラ (3)                   | 0 - 0 （再試合） | シェフィールド・ユナイテッド (3)     |
| グリムズビー・タウン (5)                     | 1 - 3            | オックスフォード・ユナイテッド (4)   |
| トレンメア・ローヴァーズ (4)                 | 1 - 0            | ブリストル・ローヴァーズ (5)         |
| サウスエンド・ユナイテッド (4)               | 1 - 2            | チェスター (5)                       |
| ルートン・タウン (4)                         | 4 - 2            | ニューポート・カウンティ (4)         |
| ベリー (4)                                   | 3 - 1            | ヘメル・ヘンプスタッド・タウン (6)   |
| ケンブリッジ・ユナイテッド (4)               | 1 - 0            | フリートウッド・タウン (3)           |
| ノーサンプトン・タウン (4)                   | 0 - 0 （再試合） | ロッチデール (3)                     |
| ドーバー・アスレティック (5)                 | 1 - 0            | モアカム (4)                         |
| ポート・ヴェイル (3)                         | 3 - 4            | ミルトン・キーンズ・ドンズ (3)       |
| プリマス・アーガイル (4)                     | 2 - 0            | フィルド (6)                         |
| バーンズリー (3)                             | 5 - 0            | バートン・アルビオン (4)             |
| ハートリプール・ユナイテッド (4)             | 2 - 0            | イースト・サロック・ユナイテッド (7) |
| オールダム・アスレティック (3)               | 1 - 0            | レイトン・オリエント (3)             |
| 2014年11月9日                                |                  |                                      |
| ハリファクス・タウン (5)                     | 1 - 2            | ブラッドフォード・シティ (3)         |
| コヴェントリー・シティ (3)                   | 1 - 2            | ウスター・シティ (6)                 |
| ブレントリー・タウン (5)                     | 0 - 6            | チェスターフィールド (3)             |
| ポーツマス (4)                               | 2 - 2 （再試合） | オールダーショット・タウン (5)       |
| レクサム (5)                                 | 3 - 0            | ウォキング (5)                       |
| ブライス・スパルタンズ (7)                   | 4 - 1            | アルトリンチャム (5)                 |
| フォレストグリーン・ローヴァーズ (5)         | 0 - 2            | スカンソープ・ユナイテッド (3)       |
| ゴスポート・ボロ (6)                         | 3 - 6            | コルチェスター・ユナイテッド (3)     |
| ノートン・ユナイテッド (8)                   | 0 - 4            | ゲーツヘッド (5)                     |
| スティヴネイジ (4)                           | 0 - 0 （再試合） | メイドストーン・ユナイテッド (7)     |
| ノッツ・カウンティ (3)                       | 0 - 0 （再試合） | アクリントン・スタンリー (4)         |
| 2014年11月10日                               |                  |                                      |
| ハヴァント・アンド・ウォータールーヴィル (6) | 0 - 3            | プレストン・ノースエンド (3)         |
| 2014年11月18日                               |                  |                                      |
| ウェストン・スーパー・メア (6)               | 1 - 4            | ドンカスター・ローヴァーズ (3)       |
| マンスフィールド・タウン (4)                 | 1 - 1 （再試合） | コンコード・レンジャーズ (6)         |

### 再試合
| チーム #1                        | スコア | チーム #2                            |
| -------------------------------- | ------ | ------------------------------------ |
| 2014年11月18日                   |        |                                      |
| AFCウィンブルドン (4)            | 3 - 1  | ヨーク・シティ (4)                   |
| シュルーズベリー・タウン (4)     | 1 - 0  | ウォルソール (3)                     |
| テルフォード・ユナイテッド (5)   | 2 - 1  | ベイシンストーク・タウン (6)         |
| サウスポート (5)                 | 2 - 0  | ダゲナム・アンド・レッドブリッジ (4) |
| シェフィールド・ユナイテッド (3) | 2 - 0  | クルー・アレクサンドラ (3)           |
| ロッチデール (3)                 | 2 - 1  | ノーサンプトン・タウン (4)           |
| アクリントン・スタンリー (4)     | 2 - 1  | ノッツ・カウンティ (3)               |
| 2014年11月19日                   |        |                                      |
| オールダーショット・タウン (5)   | 1 - 0  | ポーツマス (4)                       |
| 2014年11月20日                   |        |                                      |
| メイドストーン・ユナイテッド (7) | 2 - 1  | スティヴネイジ (4)                   |
| 2014年11月25日                   |        |                                      |
| コンコード・レンジャーズ (6)     | 0 - 1  | マンスフィールド・タウン (4)         |

## 2回戦
組み合わせ抽選会は、2014年11月10日に行われた。2回戦では、1回戦に勝利した40クラブが参加する。勝ち残っているクラブで最も低いディビジョンのクラブは、8部に所属するワーリントン・タウン（ノーザンプレミアリーグ・ディビジョン1・ノース）である。
| プレミアリーグ （1部） | チャンピオンシップ （2部） | リーグ1 （3部） | リーグ2 （4部） | 予選 （5部以下） | 合計     |
| ---------------------- | -------------------------- | --------------- | --------------- | ---------------- | -------- |
| 20 / 20                | 24 / 24                    | 14 / 24         | 13 / 24         | 13 / 32          | 84 / 124 |

| チーム #1                          | スコア              | チーム #2                        |
| ---------------------------------- | ------------------- | -------------------------------- |
| 2014年12月5日                      |                     |                                  |
| ハートリプール・ユナイテッド (4)   | 1 - 2               | ブライス・スパルタンズ (7)       |
| 2014年12月6日                      |                     |                                  |
| オックスフォード・ユナイテッド (4) | 2 - 2 （再試合）    | トレンメア・ローヴァーズ (4)     |
| ベリー (4)                         | 1 - 1 （再試合）    | ルートン・タウン (4)             |
| アクリントン・スタンリー (4)       | 1 - 1 （再試合）    | ヨーヴィル・タウン (3)           |
| ミルトン・キーンズ・ドンズ (3)     | 0 - 1 （再試合）[A] | チェスターフィールド (3)         |
| オールダム・アスレティック (3)     | 0 - 1               | ドンカスター・ローヴァーズ (3)   |
| プレストン・ノースエンド (3)       | 1 - 0               | シュルーズベリー・タウン (4)     |
| シェフィールド・ユナイテッド (3)   | 3 - 0               | プリマス・アーガイル (4)         |
| ケンブリッジ・ユナイテッド (4)     | 2 - 2 （再試合）    | マンスフィールド・タウン (4)     |
| レクサム (5)                       | 3 - 1               | メイドストーン・ユナイテッド (7) |
| 2014年12月7日                      |                     |                                  |
| ゲーツヘッド (5)                   | 2 - 0               | ワーリントン・タウン (8)         |
| スカンソープ・ユナイテッド (3)     | 1 - 1 （再試合）    | ウスター・シティ (6)             |
| サウスポート (5)                   | 2 - 1               | イーストリー (5)                 |
| バーンズリー (3)                   | 0 - 0 （再試合）    | チェスター (5)                   |
| ブラッドフォード・シティ (3)       | 4 - 1               | ダートフォード (5)               |
| チェルトナム・タウン (4)           | 0 - 1               | ドーバー・アスレティック (5)     |
| ブリストル・シティ (3)             | 1 - 0               | テルフォード・ユナイテッド (5)   |
| オールダーショット・タウン (5)     | 0 - 0 （再試合）    | ロッチデール (3)                 |
| ウィコム・ワンダラーズ (4)         | 0 - 1               | AFCウィンブルドン (4)            |
| コルチェスター・ユナイテッド (3)   | 1 - 0               | ピーターバラ・ユナイテッド (3)   |

注釈
1. ^ FAは、チェスターフィールドが出場資格のない選手を出場させたとして、再試合の処分を下した[1]。

### 再試合
| チーム #1                      | スコア               | チーム #2                          |
| ------------------------------ | -------------------- | ---------------------------------- |
| 2014年12月16日                 |                      |                                    |
| トレンメア・ローヴァーズ (4)   | 2 - 1                | オックスフォード・ユナイテッド (4) |
| ルートン・タウン (4)           | 1 - 0                | ベリー (4)                         |
| ヨーヴィル・タウン (3)         | 2 - 0                | アクリントン・スタンリー (4)       |
| マンスフィールド・タウン (4)   | 0 - 1                | ケンブリッジ・ユナイテッド (4)     |
| チェスター (5)                 | 0 - 3                | バーンズリー (3)                   |
| ロッチデール (3)               | 4 - 1                | オールダーショット・タウン (5)     |
| 2014年12月17日                 |                      |                                    |
| ウスター・シティ (6)           | 1 - 1 （PK 13 - 14） | スカンソープ・ユナイテッド (3)     |
| 2015年1月2日                   |                      |                                    |
| ミルトン・キーンズ・ドンズ (3) | 0 - 1                | チェスターフィールド (3)           |

## 3回戦
組み合わせ抽選会は、2014年12月8日に行われた。このラウンドから、プレミアリーグ（1部）の20クラブ、チャンピオンシップ（2部）の24クラブが参加する。なお、勝ち残っているクラブで最も低いディビジョンのクラブは、7部に所属するブライス・スパルタンズである。
| プレミアリーグ （1部） | チャンピオンシップ （2部） | リーグ1 （3部） | リーグ2 （4部） | 予選 （5部以下） | 合計     |
| ---------------------- | -------------------------- | --------------- | --------------- | ---------------- | -------- |
| 20 / 20                | 24 / 24                    | 11 / 24         | 4 / 24          | 5 / 32           | 64 / 124 |

| チーム #1                                | スコア           | チーム #2                              |
| ---------------------------------------- | ---------------- | -------------------------------------- |
| 2015年1月2日                             |                  |                                        |
| カーディフ・シティ (2)                   | 3 - 1            | コルチェスター・ユナイテッド (3)       |
| 2015年1月3日                             |                  |                                        |
| チャールトン・アスレティック (2)         | 1 - 2            | ブラックバーン・ローヴァーズ (2)       |
| ロッチデール (3)                         | 1 - 0            | ノッティンガム・フォレスト (2)         |
| ウェスト・ブロムウィッチ・アルビオン (1) | 7 - 0            | ゲーツヘッド (5)                       |
| ブライス・スパルタンズ (7)               | 2 - 3            | バーミンガム・シティ (2)               |
| ロザラム・ユナイテッド (2)               | 1 - 5            | ボーンマス (2)                         |
| ハダースフィールド・タウン (2)           | 0 - 1            | レディング (2)                         |
| トレンメア・ローヴァーズ (4)             | 2 - 6            | スウォンジー・シティ (1)               |
| ボルトン・ワンダラーズ (2)               | 1 - 0            | ウィガン・アスレティック (2)           |
| ミルウォール (2)                         | 3 - 3 （再試合） | ブラッドフォード・シティ (3)           |
| ダービー・カウンティ (2)                 | 1 - 0            | サウスポート (5)                       |
| ブレントフォード (2)                     | 0 - 2            | ブライトン&ホーヴ・アルビオン (2)      |
| フラム (2)                               | 0 - 0 （再試合） | ウルヴァーハンプトン・ワンダラーズ (2) |
| レスター・シティ (1)                     | 1 - 0            | ニューカッスル・ユナイテッド (1)       |
| ケンブリッジ・ユナイテッド (4)           | 2 - 1            | ルートン・タウン (4)                   |
| バーンズリー (3)                         | 0 - 2            | ミドルズブラ (2)                       |
| プレストン・ノースエンド (3)             | 2 - 0            | ノリッジ・シティ (2)                   |
| ドンカスター・ローヴァーズ (3)           | 1 - 1 （再試合） | ブリストル・シティ (3)                 |
| 2015年1月4日                             |                  |                                        |
| ドーバー・アスレティック (5)             | 0 - 4            | クリスタル・パレス (1)                 |
| サンダーランド (1)                       | 1 - 0            | リーズ・ユナイテッド (2)               |
| クイーンズ・パーク・レンジャーズ (1)     | 0 - 3            | シェフィールド・ユナイテッド (3)       |
| アストン・ヴィラ (1)                     | 1 - 0            | ブラックプール (2)                     |
| マンチェスター・シティ (1)               | 2 - 1            | シェフィールド・ウェンズデイ (2)       |
| サウサンプトン (1)                       | 1 - 1 （再試合） | イプスウィッチ・タウン (2)             |
| ストーク・シティ (1)                     | 3 - 1            | レクサム (5)                           |
| ヨーヴィル・タウン (3)                   | 0 - 2            | マンチェスター・ユナイテッド (1)       |
| チェルシー (1)                           | 3 - 0            | ワトフォード (2)                       |
| アーセナル (1)                           | 2 - 0            | ハル・シティ (1)                       |
| 2015年1月5日                             |                  |                                        |
| バーンリー (1)                           | 1 - 1 （再試合） | トッテナム・ホットスパー (1)           |
| AFCウィンブルドン (4)                    | 1 - 2            | リヴァプール (1)                       |
| 2015年1月6日                             |                  |                                        |
| エヴァートン (1)                         | 1 - 1 （再試合） | ウェストハム・ユナイテッド (1)         |
| スカンソープ・ユナイテッド (3)           | 2 - 2 （再試合） | チェスターフィールド (3)               |

### 再試合
| チーム #1                              | スコア             | チーム #2                      |
| -------------------------------------- | ------------------ | ------------------------------ |
| 2015年1月13日                          |                    |                                |
| ウルヴァーハンプトン・ワンダラーズ (2) | 3 - 3 （PK 3 - 5） | フラム (2)                     |
| ブリストル・シティ (3)                 | 2 - 0              | ドンカスター・ローヴァーズ (3) |
| ウェストハム・ユナイテッド (1)         | 2 - 2 （PK 9 - 8） | エヴァートン (1)               |
| チェスターフィールド (3)               | 2 - 0 （延長）     | スカンソープ・ユナイテッド (3) |
| 2015年1月14日                          |                    |                                |
| ブラッドフォード・シティ (3)           | 4 - 0              | ミルウォール (2)               |
| イプスウィッチ・タウン (2)             | 0 - 1              | サウサンプトン (1)             |
| トッテナム・ホットスパー (1)           | 4 - 2              | バーンリー (1)                 |

## 4回戦
組み合わせ抽選会は、2015年1月5日に行われた。勝ち残っているクラブで最も低いディビジョンのクラブは、リーグ2（4部）に所属するケンブリッジ・ユナイテッドである。
| プレミアリーグ （1部） | チャンピオンシップ （2部） | リーグ1 （3部） | リーグ2 （4部） | 予選 （5部以下） | 合計     |
| ---------------------- | -------------------------- | --------------- | --------------- | ---------------- | -------- |
| 15 / 20                | 10 / 24                    | 6 / 24          | 1 / 24          | 0 / 32           | 32 / 124 |

| チーム #1                         | スコア           | チーム #2                                |
| --------------------------------- | ---------------- | ---------------------------------------- |
| 2015年1月23日                     |                  |                                          |
| ケンブリッジ・ユナイテッド (4)    | 0 - 0 （再試合） | マンチェスター・ユナイテッド (1)         |
| 2015年1月24日                     |                  |                                          |
| ブラックバーン・ローヴァーズ (2)  | 3 - 1            | スウォンジー・シティ (1)                 |
| サウサンプトン (1)                | 2 - 3            | クリスタル・パレス (1)                   |
| チェルシー (1)                    | 2 - 4            | ブラッドフォード・シティ (3)             |
| ダービー・カウンティ (2)          | 2 - 0            | チェスターフィールド (3)                 |
| プレストン・ノースエンド (3)      | 1 - 1 （再試合） | シェフィールド・ユナイテッド (3)         |
| バーミンガム・シティ (2)          | 1 - 2            | ウェスト・ブロムウィッチ・アルビオン (1) |
| カーディフ・シティ (2)            | 1 - 2            | レディング (2)                           |
| トッテナム・ホットスパー (1)      | 1 - 2            | レスター・シティ (1)                     |
| サンダーランド (1)                | 0 - 0 （再試合） | フラム (2)                               |
| マンチェスター・シティ (1)        | 0 - 2            | ミドルズブラ (2)                         |
| リヴァプール (1)                  | 0 - 0 （再試合） | ボルトン・ワンダラーズ (2)               |
| 2015年1月25日                     |                  |                                          |
| ブリストル・シティ (3)            | 0 - 1            | ウェストハム・ユナイテッド (1)           |
| アストン・ヴィラ (1)              | 2 - 1            | ボーンマス (2)                           |
| ブライトン&ホーヴ・アルビオン (2) | 2 - 3            | アーセナル (1)                           |
| 2015年1月26日                     |                  |                                          |
| ロッチデール (3)                  | 1 - 4            | ストーク・シティ (1)                     |

### 再試合
| チーム #1                        | スコア | チーム #2                      |
| -------------------------------- | ------ | ------------------------------ |
| 2015年2月3日                     |        |                                |
| マンチェスター・ユナイテッド (1) | 3 - 0  | ケンブリッジ・ユナイテッド (4) |
| シェフィールド・ユナイテッド (3) | 1 - 3  | プレストン・ノースエンド (3)   |
| フラム (2)                       | 1 - 3  | サンダーランド (1)             |
| 2015年2月4日                     |        |                                |
| ボルトン・ワンダラーズ (2)       | 1 - 2  | リヴァプール (1)               |

## 5回戦
組み合わせ抽選会は2015年1月26日に行われた。
| プレミアリーグ （1部） | チャンピオンシップ （2部） | リーグ1 （3部） | リーグ2 （4部） | 予選 （5部以下） | 合計     |
| ---------------------- | -------------------------- | --------------- | --------------- | ---------------- | -------- |
| 10 / 20                | 4 / 24                     | 2 / 24          | 0 / 24          | 0 / 32           | 16 / 124 |

| チーム #1                                | スコア | チーム #2                        |
| ---------------------------------------- | ------ | -------------------------------- |
| 2015年2月14日                            |        |                                  |
| ウェスト・ブロムウィッチ・アルビオン (1) | 4 - 0  | ウェストハム・ユナイテッド (1)   |
| ブラックバーン・ローヴァーズ (2)         | 4 - 1  | ストーク・シティ (1)             |
| ダービー・カウンティ (2)                 | 1 - 2  | レディング (2)                   |
| クリスタル・パレス (1)                   | 1 - 2  | リヴァプール (1)                 |
| 2015年2月15日                            |        |                                  |
| アストン・ヴィラ (1)                     | 2 - 1  | レスター・シティ (1)             |
| ブラッドフォード・シティ (3)             | 2 - 0  | サンダーランド (1)               |
| アーセナル (1)                           | 2 - 0  | ミドルズブラ (2)                 |
| 2015年2月16日                            |        |                                  |
| プレストン・ノースエンド (3)             | 1 - 3  | マンチェスター・ユナイテッド (1) |

## 6回戦
組み合わせ抽選会は、2015年2月16日に行われた。
試合開始時間は、いずれもグリニッジ標準時（UTC+0）。
| 2015年3月7日 | ブラッドフォード・シティ (3) | 0 - 0 （再試合） | レディング (2) | コーラル・ウィンドウズ・スタジアム, ブラッドフォード |  |
| 12:45        |                              | レポート         |                | 観客数: 24,321 主審: ニール・スワーブリック          |  |

| 2015年3月7日 | アストン・ヴィラ (1)          | 2 - 0    | ウェスト・ブロムウィッチ・アルビオン (1) | ヴィラ・パーク, バーミンガム              |  |
| 17:30        | デルフ 51分 · シンクレア 85分 | レポート |                                          | 観客数: 39,592 主審: アンソニー・テイラー |  |

| 2015年3月8日 | リヴァプール (1) | 0 - 0 （再試合） | ブラックバーン・ローヴァーズ (2) | アンフィールド, リヴァプール            |  |
| 16:00        |                  | レポート         |                                  | 観客数: 43,820 主審: アンドレ・マリナー |  |

| 2015年3月9日 | マンチェスター・ユナイテッド (1) | 1 - 2    | アーセナル (1)                      | オールド・トラッフォード, マンチェスター |  |
| 19:45        | ルーニー 29分                    | レポート | モンレアル 25分 · ウェルベック 61分 | 観客数: 74,285 主審: マイケル・オリバー  |  |

### 再試合
| 2015年3月16日 | レディング (2)                                          | 3 - 0    | ブラッドフォード・シティ (3) | マデイスキー・スタジアム, レディング    |  |
| 19:45         | ロブソン＝カヌ 6分 · マックリアリー 9分 · マッキー 68分 | レポート |                              | 観客数: 22,908 主審: マイク・ジョーンズ |  |

| 2015年4月8日 | ブラックバーン・ローヴァーズ (2) | 0 - 1    | リヴァプール (1)  | イーウッド・パーク, ブラックバーン    |  |
| 19:45        |                                  | レポート | コウチーニョ 70分 | 観客数: 28,415 主審: ケビン・フレンド |  |

## 準決勝
組み合わせ抽選会は、2015年3月9日に行われた。
| 2015年4月18日 | レディング (2)      | 1 - 2 (延長) | アーセナル (1)           | ウェンブリー・スタジアム, ロンドン              |  |
| 17:20         | マックリアリー 54分 | レポート     | サンチェス 39分, 105+1分 | 観客数: 84,081人 主審: マーティン・アトキンソン |  |

| 2015年4月19日 | アストン・ヴィラ (1)        | 2 - 1    | リヴァプール (1)  | ウェンブリー・スタジアム, ロンドン        |  |
| 15:00         | ベンテケ 36分 · デルフ 54分 | レポート | コウチーニョ 30分 | 観客数: 85,416人 主審: マイケル・オリバー |  |

## 決勝
| 2015年5月30日 17:30 |

| アーセナル (1)                                                            | 4 - 0    | アストン・ヴィラ (1) |
| ウォルコット 40分 · サンチェス 50分 · メルテザッカー 62分 · ジルー 90+3分 | レポート |                      |

| ウェンブリー・スタジアム, ロンドン 観客数: 89,283人 主審: ジョナサン・モス |

| アーセナル | アストン・ヴィラ |

| GK                 | 1  | ヴォイチェフ・シュチェスニー             |  |      |
| DF                 | 39 | エクトル・ベジェリン                     |  |      |
| DF                 | 4  | ペア・メルテザッカー                     |  |      |
| DF                 | 6  | ローラン・コシールニー                   |  |      |
| DF                 | 18 | ナチョ・モンレアル                       |  |      |
| MF                 | 34 | フランシス・コクラン                     |  |      |
| MF                 | 19 | サンティ・カソルラ                       |  |      |
| MF                 | 16 | アーロン・ラムジー                       |  |      |
| MF                 | 11 | メスト・エジル                           |  | 77分 |
| MF                 | 17 | アレクシス・サンチェス                   |  | 90分 |
| FW                 | 14 | セオ・ウォルコット                       |  | 77分 |
| 控え:              |    |                                          |  |      |
| GK                 | 13 | ダビド・オスピナ                         |  |      |
| DF                 | 3  | キーラン・ギブス                         |  |      |
| DF                 | 5  | ガブリエウ・パウリスタ                   |  |      |
| MF                 | 10 | ジャック・ウィルシャー                   |  | 77分 |
| MF                 | 15 | アレックス・オックスレイド＝チェンバレン |  | 90分 |
| MF                 | 20 | マチュー・フラミニ                       |  |      |
| FW                 | 18 | オリヴィエ・ジルー                       |  | 77分 |
|                    |    |                                          |  |      |
| 監督               |    |                                          |  |      |
| アーセン・ベンゲル |    |                                          |  |      |

| GK                   | 31 | シェイ・ギヴン               |      |      |
| DF                   | 21 | アラン・ハットン             | 33分 |      |
| DF                   | 5  | ヨレス・オコレ               |      |      |
| DF                   | 4  | ロン・フラール               |      |      |
| DF                   | 18 | キーラン・リチャードソン     |      | 68分 |
| MF                   | 15 | アシュリー・ウェストウッド   | 52分 | 71分 |
| MF                   | 8  | トム・クレヴァリー           | 14分 |      |
| MF                   | 16 | ファビアン・デルフ           | 37分 |      |
| FW                   | 28 | シャルル・エンゾグビア       |      | 53分 |
| FW                   | 40 | ジャック・グリーリッシュ     |      |      |
| FW                   | 20 | クリスティアン・ベンテケ     |      |      |
| 控え:                |    |                              |      |      |
| GK                   | 1  | ブラッド・グザン             |      |      |
| DF                   | 2  | ネイザン・ベイカー           |      |      |
| DF                   | 7  | レアンドロ・バクーナ         |      | 68分 |
| MF                   | 9  | スコット・シンクレア         |      |      |
| MF                   | 12 | ジョー・コール               |      |      |
| MF                   | 24 | カルロス・サンチェス         |      | 71分 |
| FW                   | 11 | ガブリエル・アグボンラホール | 83分 | 53分 |
|                      |    |                              |      |      |
| 監督                 |    |                              |      |      |
| ティム・シャーウッド |    |                              |      |      |

| FAカップ 2014-2015 優勝    |
| -------------------------- |
| アーセナル 2大会連続12回目 |